# Клен польовий
Кле́н польови́й, або паклен (Acer campestre) — багаторічна рослина родини сапіндових.

## Опис
Листопадне дерево 4–15 м заввишки, рідше — високий кущ з бурувато-сірою тріщинуватою корою і розлогою тінистою кроною. Пагони жовтувато-коричневі, інколи а крилоподібними пробковими наростами; бруньки невеликі. Листки пальчасто-п'ятилопатеві, 5–10 см завдовжки, 3-7 см завширшки. Лопаті листків тупі або тупозагострені, цілокраї, а верхні з одним-двома великими зубцями, виїмки між лопатями загострені.
Квітки одностатеві, жовто-зелені, зібрані в кінцеві відстовбурчено-волохаті щитоподібні суцвіття. Оцвітина подвійна, чашечка п'ятироздільна (5–6 мм завдовжки), пелюсток п'ять. Тичинкові квітки з вісьмома тичинками, а маточкові — з стерильними тичинками і однією маточкою. Зав'язь верхня, прикрита нектарником, що має вигляд диска. Цвіте клен із кінця квітня до травня. Рослина однодомна.
Плід — двокрилка (6–8 см завдовжки), крила розходяться по прямій лінії.
Росте в другому ярусі або підліску листяних лісів, на галявинах. Тіньо- і солевитривала, теплолюбна рослина. Цвіте у квітні — травні.
Поширений майже на всій території України, крім крайніх північних районів. У культурі часто трапляється у полезахисних смугах і парках.

## Практичне використання
Медоносна, деревинна, харчова, кормова, олійна, смолоносна, декоративна й фітомеліоративна рослина.
Клен польовий прекрасний весняний медонос, який за наявності великих масивів забезпечує продуктивний взяток. Медопродуктивність близько 1000 кг з 1 га. Бджоли можуть збирати на скільки багато нектару, що заливають всі доступні комірки, навіть обмежують матку у відкладанні яєць. Тому для ефективного збору медодаю пасічники повинні бути забезпеченими запасами стільників, вчасно і достатньо розширити гніздо у сильних сімей. Бджоли також збирають і пилок. Іноді на листі з'являється медв'яна роса, яку збирають бджоли та переробляють у падевий мед.
Деревина клена польового тверда, щільна, червонувато-білого кольору, гарно полірується. Колеться погано, використовується на дрібні токарні вироби. Дрова ї вугілля високої якості.
З клена польового добувають весняний сік, який містить сахарозу (1-2,5 %). його споживають у свіжому вигляді, з нього виготовляють безалкогольні напої, сироп. Насіння містить 29,5 % жирної олії.
Листя придатне на корм домашнім тваринам, особливо охоче його поїдають кози; гілки з листками можна силосувати. Листки містять смолу (20,5 %) і каучук (0,22 %).
Клен польовий використовують у зеленому будівництві для живоплотів, у вуличних насадженнях. Відомі такі декоративні форми його; біло-строкатолиста і кримська із запушеними знизу листками і плодами.
Клен польовий як посухостійку й солевитривалу породу рекомендують висаджувати при залісенні посушливих схилів як супутню породу.
Цей вид клена носить назву „campestre” завдяки м’якому, плавному обрису країв та кінців листової пластинки, які нагадали автору первинного опису – Карлу Ліннею заокруглення латунних чи мідних пластин бойового пояса древньогрецьких воїнів – „campestre”. А однокорінні грецькі та латинські слова – „campestĕr”, „campestre”, „campēstris”, „campensis”, „campus”, при перекладі такого епітета дали поняття про поле, плац, чи відношення до поля битви (Марсового), тому і клен став польовим, хоча рослина по своїй природі відповідає поняттю – лісовий - лат. sylvestre, у назві якого також розуміється – дикий, дикорослий. Ботанічні ж синоніми, які отримав клен польовий від багатьох ботаніків – дослідників XVIII – XIX століть, подано у каталозі Kewensis, де враховано майже 30 синонімів клена польового – Acer campestre L., які дають нам можливість зрозуміти шлях пошуку характеристичних рис виду, як основної одиниці систематики рослинного світу. 
У сучасній базі The Plant List подано 96 латинських синонімів клена польового. 
1.	Acer affine Opiz
2.	Acer affine Hoffmanns. ex Walp.
3.	Acer bedoi Borbás
4.	Acer campestre f. aegaeicum Drenk.
5.	Acer campestre f. argenteovariegatum Schwer.
6.	Acer campestre f. bedoi (Borbás) Schwer.
7.	Acer campestre f. bedoioides Drenk.
8.	Acer campestre f. boomii Geerinck
9.	Acer campestre f. brachypterum Borbás & Pax
10.	Acer campestre var. collinum DC.
11.	Acer campestre f. collinum (DC.) Schwer.
12.	Acer campestre f. compactum Schwer.
13.	Acer campestre var. fastigiatum Springer
14.	Acer campestre f. ferrugineum Jovan.-Dunj.
15.	Acer campestre var. foliis-variegatis Loudon
16.	Acer campestre var. glabratum Wimm. & Grab.
17.	Acer campestre f. glabratum (Wimm. & Grab.) Schwer.
18.	Acer campestre var. hebecarpum DC.
19.	Acer campestre subsp. hebecarpum (DC.) Schwer.
20.	Acer campestre var. hirtivalvum Borbás
21.	Acer campestre f. hirtivalvum (Borbás) Schwer.
22.	Acer campestre var. integrilobum Tausch
23.	Acer campestre var. josifovicii Gajić & Diklić
24.	Acer campestre f. josifovicii (Gajic & Diklic) Jovan.-Dunj.
25.	Acer campestre f. jovanovicii Gajić & Drenk
26.	Acer campestre f. laetum Schwer.
27.	Acer campestre var. laevigatum Loudon
28.	Acer campestre f. latilobum Jovan.-Dunj.
29.	Acer campestre var. lobatum Pax
30.	Acer campestre f. longipetiolatum Jovan.-Dunj.
31.	Acer campestre var. macrocarpum Tausch
32.	Acer campestre f. microcarpon (Masson ex Opiz) Schwer.
33.	Acer campestre var. microcarpum Tausch
34.	Acer campestre f. microphyllum Jovan.-Dunj.
35.	Acer campestre f. molle (Opiz) Schwer.
36.	Acer campestre var. mollissimum Tausch
37.	Acer campestre var. nanum Loudon
38.	Acer campestre f. oblongifolium Racib.
39.	Acer campestre var. oxytomum Borbás
40.	Acer campestre var. palmatifidum Tausch
41.	Acer campestre var. palmatisectum Celak.
42.	Acer campestre f. pendulum Schwer.
43.	Acer campestre f. platypterum Jovan.-Dunj.
44.	Acer campestre f. pulverulentum (G.Kirchn.) Pax
45.	Acer campestre f. puncticulatum Schwer.
46.	Acer campestre f. quinquelobum Schwer.
47.	Acer campestre var. serotinum Kit.
48.	Acer campestre f. subtrilobum R.Uechtr. & Sint.
49.	Acer campestre f. tauricum Schwer.
50.	Acer campestre var. variegatum G.Nicholson
51.	Acer campestre f. variegatum (G.Nicholson) Pax
52.	Acer collinum Ten.
53.	Acer collinum Dalla Torre & Sarnth. [Illegitimate]
54.	Acer eriocarpon Opiz
55.	Acer erythrocarpum Opiz ex Rouy & Fouc.
56.	Acer haplolobum Borbás
57.	Acer heterolobum Opiz
58.	Acer heterotomum Borbás
59.	Acer macrocarpon Opiz
60.	Acer marucum Walp.
61.	Acer microcarpon Masson ex Opiz
62.	Acer microphyllum Opiz
63.	Acer molle Opiz
64.	Acer orthopteron Masson ex Opiz
65.	Acer palmatisectum Ortmann ex Čelak.
66.	Acer polycarpon Opiz
67.	Acer praecox Opiz
68.	Acer quinquelobatum J.Wagner ex Opiz
69.	Acer robustum Opiz
70.	Acer suberosum Dumort.
71.	Acer sylvestre Wender.
72.	Acer tauricum Dippel
73.	Acer tauschianum Opiz
74.	Acer tomentosum Kit. [Illegitimate]
75.	Acer trilobum Gilib. [Invalid]
76.	Euacer affine Opiz
77.	Euacer austriacum Opiz
78.	Euacer campestre (L.) Opiz
79.	Euacer eriocarpon Opiz
80.	Euacer erythrocarpon Opiz
81.	Euacer kablikianum Opiz
82.	Euacer leiocarpon Opiz
83.	Euacer macrocarpon Opiz
84.	Euacer microcarpon Opiz
85.	Euacer molle Opiz
86.	Euacer obtusilobum Opiz
87.	Euacer orthopteron Opiz
88.	Euacer pallens Opiz
89.	Euacer palmatisectum Opiz
90.	Euacer polycarpon Opiz
91.	Euacer quinquelobatum Opiz
92.	Euacer rubescens Opiz
93.	Euacer rubrotinctum Opiz
94.	Euacer scharkense Opiz
95.	Euacer stenopteron Opiz
96.	Euacer subquinquelobatum Opiz